# Луковый цветок
Луковый цветок, также цветущий лук, хризантема из лука (англ. blooming onion, onion bloom, onion blossom, onion flower, bloomin' onion, onion mum) — блюдо, состоящее из одной большой луковицы, которая разрезана, чтобы походить на цветок, и зажарена во фритюре. Подают в качестве закуски в ресторанах, также оно может использоваться в качестве украшения.

## Приготовление
Луковицу очищают, делают поперечные надрезы, но не до конца, чтобы получились «лепестки». Муку смешивают со специями и посыпают луковицу. Затем её опускают в льезон или кляр, чтобы им покрылись все лепестки. Лук аккуратно опускают в горячее масло, переворачивают и жарят 5-6 минут, отделяя лепестки друг от друга. Жареный лук подают с соусом для макания.

## История
Ссылки на «луковую маму», состоящую из лука, нарезанного в форме цветка, датируются еще 1947 годом, хотя это было блюдо не из жареного лука. Более популярная жареная версия блюда, вероятно, была изобретена в 1985 году в ресторане Russell’s Marina Grill в Новом Орлеане, где в то время работал будущий основатель стейк-хауса Outback Тим Гэннон.
Блюдо было популяризировано в Соединенных Штатах, когда оно появилось как «Bloomin 'Onion», и стало одним из основных атрибутов стейк-хауса Outback, когда эта национальная сеть открылась в 1988 году. Обычно его подают с фирменным соусом для макания, характерным для ресторана.
С 21 июня 2016 года в стейк-хаусе Outback начали подавать ограниченный по времени вариант Loaded Bloomin' Onion.

## Питательность
Одна порция цветущего лука с заправкой содержит около 1660 калорий и 87 граммов жира. В 2007 году исследование, проведённое Центром науки в интересах общества, показало, что содержание жира составляет 116 граммов, в том числе 44 грамма насыщенных и трансжиров. Лук в аналогичном стиле от ресторана Awesome Blossom at Chili’s был назван журналом Men’s Health в 2008 году «Худшей закуской в Америке» за необычно высокое количество калорий и жира, с 2710 калориями, 203 граммами (1827 калорий) жира, 194 граммами углеводов и 6360 миллиграммами натрия (количество жира, как у 67 полосок бекона). Существует более здоровая разновидность, которая содержит 522 калории и 16 граммов жира. Для справки, рекомендуемая дневная норма потребления жира в США составляет 65 г, а натрия — 2300 мг, при условии, что диета состоит из 2000 калорий, в то время как типичные ежедневные рекомендации по калорийности пищи лежат в диапазоне 2000-3000 калорий.